# Zatrephes rufobrunnea
Zatrephes rufobrunnea är en fjärilsart som beskrevs av Rothschild 1909. Zatrephes rufobrunnea ingår i släktet Zatrephes och familjen björnspinnare. Inga underarter finns listade i Catalogue of Life.